# Filip Bandžak
Filip Bandžak (phát âm tiếng Séc: [fɪˈlɪp banˈdʒak], sinh ngày 10 tháng 9 năm 1983) là một ca sĩ nhạc opera nổi tiếng của Cộng hòa Séc.

## Đời sống cá nhân
Anh từng theo học tại trường Đại học Tây Séc, gần Plzeň và tốt nghiệp bằng thạc sĩ chuyên ngành tâm lý, văn hóa và âm nhạc.
Trong suốt sự nghiệp của mình, Bandžak đã đi lưu diễn ở một số nước như: Áo, Ý, Ba Lan, Hungary, Đức, Ukraine, Kazakhstan, Malaysia, Singapore, Trung Quốc và Canada.
Năm 2008 tại giải thanh nhạc quốc tế ở Ninh Ba, Trung Quốc, anh giành được giải thưởng đặc biệt.
Anh cũng được trao tặng giải thưởng đặc biệt trong cuộc thi Thanh nhạc Quốc tế Maria Callas tại Athens năm 2009.
Trong năm 2014, anh được trao giải thưởng "Gold Europe" của Liên minh châu Âu.